# Hans Christian Nielsen
Hans Christian Wedelsted Nielsen (ur. 10 maja 1928 w Odderze, zm. 5 marca 1990 w Aarhus) – piłkarz duński grający na pozycji obrońcy. W swojej karierze rozegrał 25 meczów w reprezentacji Danii.

## Kariera klubowa
Swoją karierę piłkarską Nielsen rozpoczął w klubie Odder IF. W 1949 roku zadebiutował w nim. W 1953 roku odszedł do Aarhus GF. Wraz z klubem z Aarhus wywalczył cztery tytuły mistrza Danii w sezonach 1954/1955, 1955/1956, 1956/1957 i 1960. Zdobył też cztery Puchary Danii w latach 1955, 1957, 1960 i 1961. W 1961 roku zakończył karierę.

## Kariera reprezentacyjna
W reprezentacji Danii Nielsen zadebiutował 15 maja 1958 w wygranym 3:2 towarzyskim meczu z Antylami Holenderskimi, rozegranym w Kopenhadze. W 1960 roku zdobył srebrny medal na Igrzyskach Olimpijskich w Rzymie. W kadrze narodowej od 1958 do 1961 roku rozegrał 25 spotkań.